# NGC 4860
NGC 4860 ist eine 13,5 mag helle elliptische Galaxie vom Hubble-Typ E2 im Sternbild Haar der Berenike am Nordsternhimmel. Sie ist schätzungsweise 355 Millionen Lichtjahre von der Milchstraße entfernt, hat einen Durchmesser von etwa 95.000 Lj und ist Mitglied des Coma-Galaxienhaufens.

Im selben Himmelsareal befinden sich u. a. die Galaxien NGC 4858, NGC 4865, IC 3943, IC 3955.
Das Objekt wurde  am 21. April 1865 von Heinrich Louis d’Arrest entdeckt.